# Antologia Vieusseux
L’Antologia Vieusseux è un periodico quadrimestrale di letteratura, storia, scienze e arti pubblicato dal Gabinetto Scientifico-Letterario G.P. Vieusseux di Firenze e tuttora in attività.

## Storia
La rivista venne fondata da Alessandro Bonsanti nel 1966 presso il Gabinetto Vieusseux, con periodicità trimestrale, riallacciandosi all'esperienza della vecchia Antologia, il mensile pubblicato a Firenze (1821-1833) da Giovan Pietro Vieusseux e Gino Capponi, la più nota rivista italiana della prima metà del XIX secolo - la cui pubblicazione ebbe avvio nel gennaio del 1821, ad un anno esatto dall’apertura in palazzo Buondelmonti, in piazza Santa Trinita a Firenze, del Gabinetto scientifico letterario che del padre fondatore porta il nome.
Nell'editoriale del primo numero (gennaio-marzo 1966) Bonsanti, alla guida del Gabinetto dal 1941, illustrò il carattere del progetto: «Fin dall’immediato dopoguerra fu evidente che il Gabinetto G. P. Vieusseux doveva [...] tornare ad essere un Istituto dagli interessi culturali ampi, dinamici, attuali [...]. E fu anche chiaro che fra le iniziative da prendersi, la pubblicazione di un organo periodico, dove alcune ragioni di tipo ricorrente fra quelle che avevano spinto Gian Pietro Vieusseux a farsi editore dell’Antologia sarebbero apparse di nuovo valide, doveva avere la precedenza». A conferma dell’esplicita volontà di ispirarsi all’esperienza della vecchia «Antologia», sull’apertura del primo numero del nuovo periodico era riprodotta l’immagine della rivista ottocentesca, con una dettagliata scheda bibliografica e, nei numeri successivi, veniva proposto un «florilegio» degli articoli. La rivista intendeva trattare temi di ordine letterario e storico, sociale ed economico per offrire spunti di riflessione e approfondimento sulla contemporaneità con un approccio interdisciplinare, «evocatore di mondi lontani», come avrebbe scritto Giovanni Spadolini. Non a caso, dunque, tra i collaboratori troviamo nomi di intellettuali come Piero Barucci, Gianfranco Contini, Edoardo Boncinelli, Mario Luzi, Carlo Bo, Franco Cardini, Giovanni Spadolini, Domenico De Robertis, Michele Ranchetti, Luigi Baldacci, Alessandro Parronchi, Paola Barocchi, Eugenio Garin.
Nel 1986, due anni dopo la morte di Alessandro Bonsanti (18 febbraio 1984), la rivista cessò le pubblicazioni. I motivi furono vari e la chiusura venne annunciata da Marino Raicich (che diresse il Gabinetto Vieusseux tra l’aprile 1980 e il dicembre 1984) nell’editoriale del penultimo numero: «Paradossalmente questa rivista, fondata da Bonsanti quando aveva compiuto sessanta anni, l’ultima sua rivista, dopo l’impresa giovanile di Solaria, dopo i frutti dell’età matura, Letteratura, Il Mondo, è stata la sua rivista di più lunga vita. In essa egli ha continuato ad esercitare in un più discreto recinto, con lucidità, l’antico suo mestiere: trovare collaboratori di sperimentata capacità tra i suoi compagni di strada e scoprire giovani e sconosciuti studiosi e avviarli al lavoro», i quali tutti «hanno scritto per noi senza nulla chiedere se non qualche pagina per ragionare e per testimoniare l’affetto a questo Istituto e forse, soprattutto, a Bonsanti».
Dopo la breve esperienza della rivista «il Vieusseux» (21 numeri usciti dal gennaio 1988 al dicembre 1994), volta soprattutto alla riproduzione di documenti inediti conservati presso l’Archivio Contemporaneo del Gabinetto Vieusseux (tra cui, autografi di Giulia Beccaria, Giuseppe Montanelli, Eugenio Montale, Giuseppe De Robertis, Sandro Penna, Romano Bilenchi, Amelia Rosselli, Anna Banti, Vasco Pratolini), nel 1995 Enzo Siciliano, allora alla guida del Gabinetto, avviò le pubblicazioni di una nuova serie della «Antologia Vieusseux».

## L’«Antologia Vieusseux». Nuova serie
La nuova serie dell’«Antologia Vieusseux», rivista del Gabinetto Vieusseux, venne quindi fondata sotto la direzione di Enzo Siciliano e la presidenza di Giovanni Ferrara nel 1995, con l’intenzione di rinnovare l’esperienza della rivista fondata da Bonsanti nel 1966, come si legge nell’articolo di apertura del primo numero: «Mi si lasci dire che, nel proporre il primo fascicolo della rinnovata “Antologia Vieusseux”, un fascicolo che accompagna il mio insediamento alla direzione del Gabinetto, la volontà di precisare quale fosse lo spirito che nutriva i suoi “padri fondatori” non mi è stata estranea. Anzi, è stata l’intenzione deliberata, – non tanto per un confronto con il presente, né per una rivendicazione d’attualità: quanto per un contributo di conoscenza, poiché la memoria è ciò che dà alla vita sostanza, e all’intelletto materia del comporre». Se il primo fascicolo fu dedicato a Vieusseux e al suo Gabinetto, presentando ricerche in corso, il secondo numero ospitò contributi su Pier Paolo Pasolini, in occasione del ventennale della scomparsa dello scrittore, di cui l’istituto conserva le carte.
Il quadrimestrale si presenta articolato in rubriche, introdotte da un editoriale, che includono saggi, ricerche in corso, informazioni sulle attività culturali e i dibattiti organizzati dal Gabinetto Vieusseux nella Sala Ferri di Palazzo Strozzi. Dal 2006, sotto la direzione di Giovanni Gozzini, è stata rinnovata la rubrica “Note di lettura”, con recensioni e interventi su Arte, Economia, Filosofia, Letteratura italiana, Letterature comparate, Musica, Scienze e Storia.
Nel corso della sua storia, la nuova serie della rivista ha ospitato, tra gli altri, contributi di Dario Bellezza, Rosanna Bettarini, Piero Bigongiari, Cesare Garboli, Eugenio Garin, Sergio Givone, Enzo Golino, Giorgio Luti, Mario Luzi, Maurizio Maggiani, Fosco Maraini, Pier Vincenzo Mengaldo, Ermanno Olmi, Alessandro Parronchi, Giuseppe Pontiggia, Giovanni Raboni[8], Enzo Siciliano, Andrea Zanzotto.
Attualmente la rivista è diretta da Gloria Manghetti (direttore responsabile) e da un comitato di redazione. Viene pubblicata dalle Edizioni Polistampa di Firenze e aderisce a CRIC - Coordinamento delle riviste italiane di cultura, che promuove la diffusione e la lettura delle riviste culturali, in particolare nei circuiti educativi e dell'informazione, all'interno del territorio nazionale e all'estero. Fondato a Roma da Federico Coen nell'aprile 2003, CRIC è attualmente presieduto da Valdo Spini.
La rivista è inserita nell'elenco delle riviste scientifiche ANVUR per l'area 10 e l'area 11.